# Зилмаша
Зилмаша e ударен музикален инструмент от групата на металните идиофони.
Зилмашата представлява метална дръжка във формата на буквата „Л“, в двата края на които е закрепен по един зил.
При удар на двата края един в друг се получава звук подобен на кастанетите, но с метален тембър. Понякога за същия звук се използват удари на метални лъжици една в друга.